# Changshan

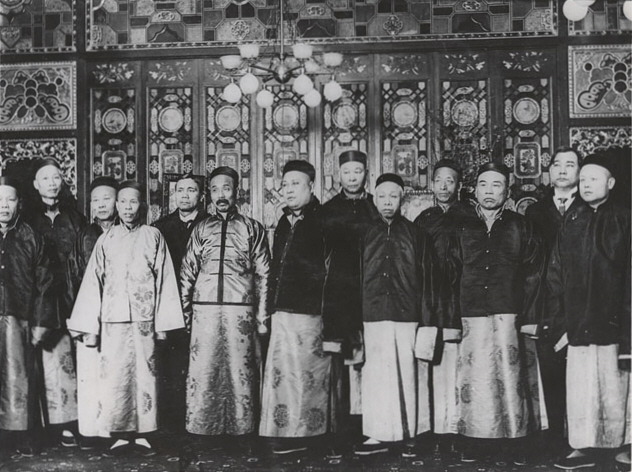
Ufficiali delle sei compagnie indossano il tradizionale changsan.

Il changshan (長衫T, 长衫S, ChángshānP, lett. "camicia lunga") è un tradizionale abito manciù maschile, equivalente del femminile cheongsam (cheongsam). È anche conosciuto col nome changpao (chángpáo 长袍) o dagua (大褂 dàguà).
La parola in cinese changshan è equivalente al cantonese chèuhngsàam, che è stato traslitterato come cheongsam. Tuttavia a differenza del termine in mandarino, il cantonese chèuhngsàam indica sia l'abito maschile che quello femminile.

## Storia
Il Changshan, insieme al qipao, furono introdotti in Cina durante il periodo della dinastia Qing mancese (fra il diciassettesimo ed il XX secolo). I mancesi scoraggiarono pesantemente l'uso del precedente e più antico Hanfu, fino a che il Changshan diventò insieme al Tangzhuang uno dei pochi abiti usati intensamente. Durante la guerra civile cinese tutti gli obblighi legati al vestiario furono aboliti, tuttavia quest'abito rimase così tanto impresso nella mente del popolo da diventare l'abito tradizionale cinese più comune insieme appunto al Tangzhuang. Attualmente il Changshan è normalmente indossato in occasioni formali come matrimoni o ricorrenze religiose.